# 奧古斯特島
奧古斯特島（英語：Auguste Island）是南極洲的島嶼，位於葛拉漢地西岸的丹科海岸，處於圖哈默克島東北面6公里的傑拉許海峽，長1.6公里，由比利時探險隊發現，現時由南極條約體系管理。